# Hallsbergs kommun
59°4′N 15°7′Ø / 59.067°N 15.117°Ø
Hallsberg kommune ligger i det svenske län Örebro län i landskapet Närke. Kommunens administrationsby er byen Hallsberg.

## Byer
Hallsberg kommune har seks byer.
Indbyggere pr. 31. december 2005.
| #  | By         | Indbyggere |
| -- | ---------- | ---------- |
| 1. | Hallsberg  | 7.057      |
| 2. | Pålsboda   | 1.524      |
| 3. | Sköllersta | 1.103      |
| 4. | Östansjö   | 862        |
| 5. | Vretstorp  | 841        |
| 6. | Hjortkvarn | 251        |

## Eksterne kilder og henvisninger
- ”Kommunarealer den 1. januar 2012” (Excel). Statistiska centralbyrån.